# Charles Madet
Pour les articles homonymes, voir Madet.
Charles Madet est un homme politique français né le 6 janvier 1804 à Couleuvre (Allier) et mort le 11 septembre 1874 à Ygrande (Allier).

## Biographie
Étudiant en droit à Paris, il participe à des sociétés secrètes et est condamné à 3 mois de prison. Revenu dans l'Allier, il s'occupe d'agriculture. Il est député de l'Allier de 1848 à 1851, siégeant à l'extrême gauche.

## Sources
- « Charles Madet », dans Adolphe Robert et Gaston Cougny, Dictionnaire des parlementaires français, Edgar Bourloton, 1889-1891 [détail de l’édition]